# Іран на зимових Олімпійських іграх 2010
Іран на зимових Олімпійських іграх 2010 року, які проходили в канадському місті Ванкувер, був представлений 4 спортсменами (3 чоловіками та однією жінкою) у двох видах спорту: гірськолижний спорт та лижні перегони. Марджан Калгор стала першою жінкою, що виступила за Іран на зимових Олімпійських іграх. Вона також стала прапороносцем на церемонії відкриття Олімпійських ігор.
Іран вдев'яте взяв участь у зимових Олімпійських іграх. Іранські спортсмени не здобули жодної медалі.

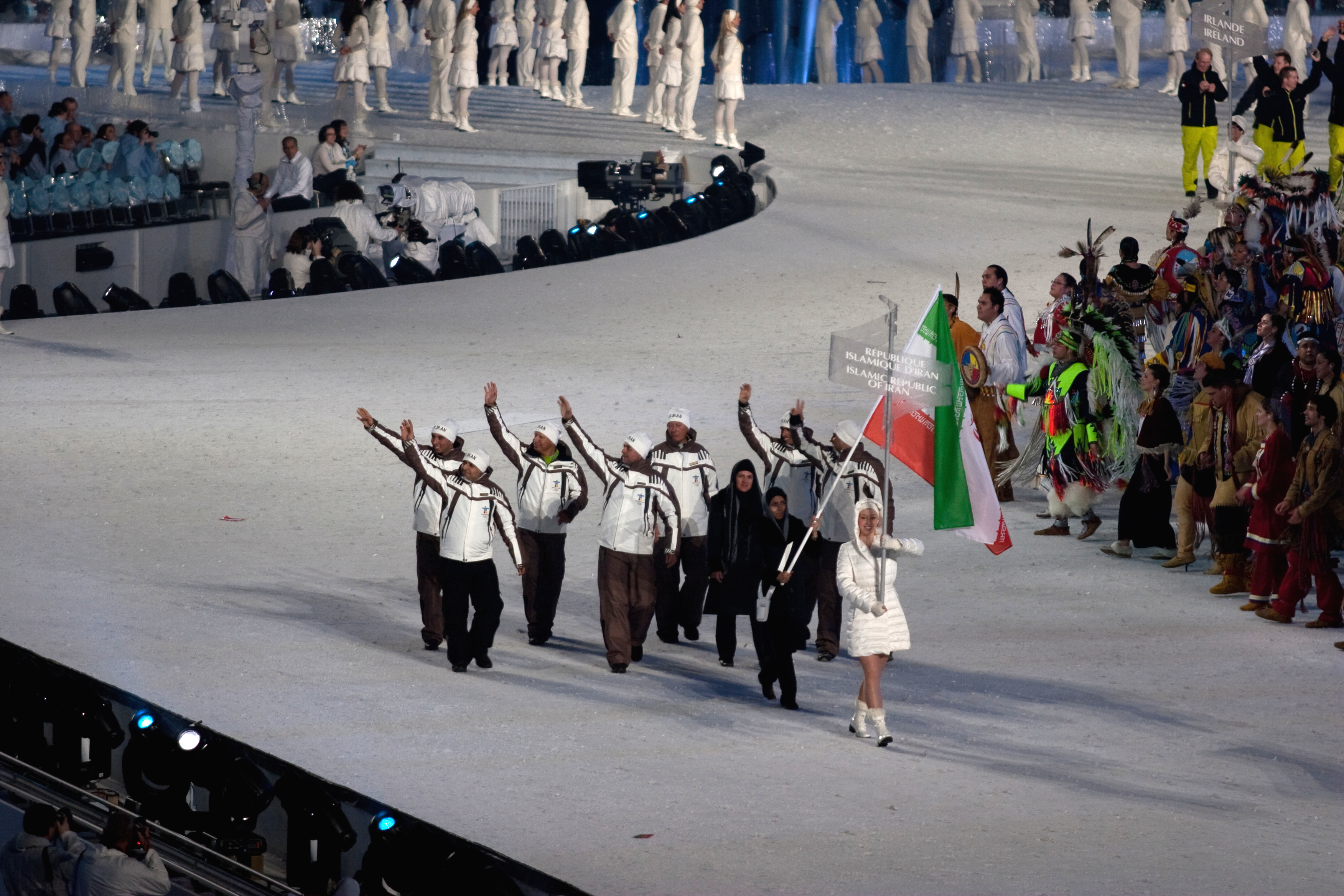
Збірна Ірану під час Параду націй на церемонії відкриття Олімпіади

## Учасники
За видом спорту і статтю
| Вид спорту          | Чоловіки | Жінки | Разом |
| ------------------- | -------- | ----- | ----- |
| Гірськолижний спорт | 2        | 1     | 3     |
| Лижні перегони      | 1        | 0     | 1     |
| Разом               | 3        | 1     | 4     |

## Гірськолижний спорт
| Спортсмен             | Дисципліна                   | Спуск 1      | Спуск 2 | Разом   | Місце |
| --------------------- | ---------------------------- | ------------ | ------- | ------- | ----- |
| Гуссейн Савег-Шемшакі | слалом, чоловіки             | 57.59        | 58.80   | 1:56.39 | 41    |
| Гуссейн Савег-Шемшакі | гігантський слалом, чоловіки | 1:31.31      | 1:34.56 | 3:05.87 | 70    |
| Пурія Савег-Шемшакі   | слалом, чоловіки             | не фінішував | —       | —       | —     |
| Пурія Савег-Шемшакі   | гігантський слалом, чоловіки | 1:26.44      | 1:31.26 | 2:57.70 | 60    |
| Марджан Калгор        | слалом, жінки                | 1:08.65      | 1:09.95 | 2:18.60 | 55    |
| Марджан Калгор        | гігантський слалом, жінки    | 1:36.87      | 1:28.52 | 3:05.39 | 60    |

## Лижні перегони
| Спортсмен  | Дисципліна                     | Час     | Місце |
| ---------- | ------------------------------ | ------- | ----- |
| Сатар Сейд | 15 км вільним стилем, чоловіки | 42:41.1 | 89    |